# Ranunculus fraelensis
Ranunculus fraelensis är en ranunkelväxtart som beskrevs av Dunkel. Ranunculus fraelensis ingår i släktet ranunkler, och familjen ranunkelväxter. Inga underarter finns listade i Catalogue of Life.